# Бакшевская масляница

Захват крепости

Бакше́вская масляница (другие названия: «Бакшевская масленица», «Масленица отрядов добровольных помощников реставраторов») — ежегодный неформальный и некоммерческий праздник, устраиваемый при содействии клуба любителей отечественной истории «Рождественка» на масленицу. На празднике традиционно сжигается чучело зимы, а кульминацией является захват большой снежной крепости. С 1985 года праздник проводится ежегодно. Место проведения праздника находится в Подмосковье и ежегодно меняется.

## История
Первые упоминание о «снежной крепости в лесу» относится к началу 1980-х годов. Этот праздник проводился силами нескольких туристических групп, в историографию Бакшевской Масляницы он не включён.
В 80-е годы XX века основными организаторами лесной Масленицы были члены трудовых отрядов общества добровольных помощников реставраторов при Всероссийском обществе охраны памятников истории и культуры (ВООПИК) Энтузиасты, которые летом в свои отпуска и каникулы ездили восстанавливать монастыри и старинные усадьбы, в межсезонье в будние вечера трудились на архитектурных объектах Москвы, зимой устраивали неформальный праздник для себя и всех желающих. Праздник назван в честь Михаила Бакшевского, токаря московского инструментального завода «Калибр», участника общественных работ по реставрации усадеб, монастырей и храмов, который и организовал первые народные празднования в середине 80-х годов.
Из числа добровольных помощников реставраторов в 1990 году образовался реставрационный отряд «Рождественка», позже разросшийся и сильно расширивший круг интересов. Помимо реставрации, рождественцы занимаются туризмом, авторской песней, спортом, фольклором и т. д. Один из основных проектов, в котором принимает участие содружество «Рождественка», подготовка лесной Масленицы, теперь — Бакшевской Масляницы.
В 90-е и первой половине 2000-х годов информация о празднике и месте его текущего проведения регулярно публиковалась в газете «Московский комсомолец». Но с годами праздник становился всё популярнее, и устроителям стало сложно поддерживать порядок, обеспечивать безопасность, убирать мусор за таким количеством участников собственными силами. Электрички уже не справлялись с огромным числом желающих приехать на праздничную Поляну: по некоторым оценкам, в 2005 году число участников Масляницы составило около 7500 человек. Далеко не все из них соблюдали рекомендации и пожелания устроителей, касающиеся поведения на Поляне, автотранспорта, безопасности и т. п. Особенно «отличились» гости, которые попали на Масляницу практически случайно, узнали о празднике в последний момент из местной прессы и не представляли, куда попали. После 2005 года было принято решение не рекламировать праздник и не сообщать широко о месте её проведения.
Тем не менее, никакой «секретности» нет, праздник остаётся открытым: до 2017 года оповещение желающих проводилось по заявкам на сайте Рождественки, начиная с 2018 года — через социальную сеть «ВКонтакте». Примерно за месяц до праздника во «ВКонтакте» организуется отдельная «встреча», в которую может вступить любой желающий. Примерно за три дня до него приём заявок прекращается, встреча закрывается и в неё помещается файл с указанием места, расписанием электричек, рекомендациями и полезными советами. И даже после этого устроители просят не выкладывать в открытый доступ место проведения вплоть до вечера Прощёного Воскресенья, в которое традиционно проводится Бакшевская Масляница.
По оценкам некоторых изданий количество посетителей «Бакшевской масленицы» составляет несколько тысяч человек.

## Особенности
Праздник проходит на лесной поляне, размером примерно с футбольное поле, расположенной в труднодоступном для автомобилей месте. Средняя высота крепости — 4,5-5 метров. Поляны каждый раз выбираются в разных местах Подмосковья, повторно почти никогда не используются. Примерное время в пути от вокзала — час на электричке, час пешком.
Праздник некоммерческий. В качестве «билета» с гостей при входе на поляну взимается «песня, частушка, бублик или дырка от бублика». Организаторы в свою очередь тоже не получают никакого дохода.
На празднике нет разделения на организаторов и гостей. Все являются равноправными участниками. Специально нанятых аниматоров тоже нет, участники сами себя развлекают, проводят игры, водят хороводы, поют песни. Те, кто занимается подготовкой и проведением праздника, предпочитают называться не организаторами, а устроителями.
Под безусловным запретом на празднике — реклама, агитация, все вопросы религиозного и политического характера, вырубка живых деревьев, коммерческая деятельность. Нет даже продажи еды, можно только самому испечь блины из своего теста в блинной крепости. Не приветствуются — ударные единоборства и употребление алкоголя. Мусор убирается и вывозится. После праздника проводятся, по крайней мере, две дополнительные уборки поляны и окрестного леса. Окончательная уборка проходит после схода снега.
Сценарий праздника, утвердившийся с 2010 года, таков. Ряженые встречают гостей у снежных ворот. Участники праздника идут к снежной Берлоге и будят Медведя, который сторожит Масляничное чучело (зиму). Вокруг чучела водят хороводы. Разозлённый Медведь с помощниками (силы зимы) похищает чучело и прячет его на Снежной крепости. Участники праздника (силы весны) под предводительством весеннего Воеводы штурмуют крепость и отбивают чучело. Вновь хороводы и заклички вокруг Масляничной куклы, сжигание чучела, братание Медведя и Воеводы. В сценарий каждый год вносятся изменения и дополнения, делающие его ещё интереснее. Основывается действо на народных традициях — устроители изучают этнографические источники, участвуют в фольклорных экспедициях. Параллельно на Поляне идут игры и забавы — можно залезть на столб за призом, «потолкаться» в «стенке на стенку», принять участие в боях мешками, ручейках, покачаться на качелях, посмотреть кукольный театр Петрушки и прочая, и прочая.
Большая часть участников приезжает на Поляну утром праздничного воскресенья, на электричках. Часть гостей приезжает заранее, в субботу или даже в пятницу, ночует в палатках или проводит ночь у костра в зимнем лесу. Субботним вечером на Поляне в последние годы делается очень красивое свечное освещение, поют песни, водят хороводы.
Дороги на автомобиле к месту проведения праздника нет, автостоянка не предусмотрена, устроители не рекомендуют оставлять автотранспорт поблизости от Поляны — как вариант, предлагают автомобилистам припарковаться на соседних станциях и проделать оставшийся путь вместе со всеми — на электричке и пешком.

## Подготовка к празднику
Подготовка к празднику, так называемый «Маслострой» — трудоёмкий этап. Кандидаты на новую Поляну рассматриваются почти сразу после очередного праздника в ходе «маслоразведки». Устроителям важно сходить на новое место по снегу, чтобы понять насколько оно посещаемо зимой и какие к ней действуют зимние подходы. Осенью начинается этап разметки и «облагораживания» Поляны, земляных работ и строительства деревянных сооружений. Зимой энтузиасты приезжают в выходные дни и вручную возводят снежный городок. Это занимает не одну неделю.
Как минимум, к празднику на Поляне или рядом с ней помимо самой снежной крепости выстраиваются входные ворота, делается несколько горок, качелей разных типов, ставится столб и ряд других аттракционов, лабиринты из снега, снежные печка и корабль. Другие снежные скульптуры чаще всего не повторяются. Также оборудуются туалеты. На время праздника по дороге к Поляне устанавливают мусорный контейнер.
Всю еду и питьё участники праздника приносят с собой.
Одна из просьб устроителей к участникам — не мусорить на поляне и по дороге к ней. В основном она выполняется. Оставшийся мусор утилизируется уже после праздника — на «маслоуборках».
Присоединиться к строительству или уборке может любой, как и в случае с приходом на сам праздник — никаких ограничений тут нет.